# Glipa albannulata
Glipa albannulata es una especie de coleóptero de la familia Mordellidae.

## Distribución geográfica
Habita en Palu, Palolo y Célebes en Indonesia.